# Asghar Afghan
Mohammad Asghar Afghan (paschtunisch محمد اصغر افغان; bis 2018 Asghar Stanikzai; * 22. Dezember 1987 in Kabul, Afghanistan) ist ein ehemaliger afghanischer Cricketspieler, der zwischen 2004 und 2021 für die afghanische Nationalmannschaft spielte und von 2018 bis 2021 ihr Kapitän.

## Kindheit und Ausbildung
Stanikzai wurde in Kabul geboren und 2003 in Trials für das erste afghanische Nationalteam entdeckt. So wurde er zunächst ins U17 Team aufgenommen.

## Aktive Karriere

### Anfänge in der Nationalmannschaft
Stanikzai gab sein Debüt in der Nationalmannschaft beim ACC Trophy 2004 gegen den Oman. Er war Teil des afghanischen Teams, dass mit dem Durchmarsch von Division 5, über Division 4 und Division 3 der ICC World Cricket League 2007–09 die Qualifikation für den ICC Cricket World Cup Qualifier 2009 erreichte. Dort absolvierte er gegen Schottland sein ODI-Debüt. Sein Twenty20-Debüt folgte im Februar 2010 bei einem Vier-Nationen-Team in Sri Lanka gegen Irland beim ersten Spiel Afghanistans in diesem Format. Im Spiel um Platz drei in der ICC World Cricket League Division One 2010 im Juli 2010 erreichte er sein erstes internationales Fifty über 64 Runs gegen die Niederlande. Im Oktober erzielte er ein Half-Century über 55* Runs in der ODI-Serie in Kenia. Es dauerte zwei Jahre, bis er beim ODI gegen Australien mit einem Fifty über 66 Runs wieder herausragen konnte. Dem folgte die Teilnahme beim ICC World Twenty20 2012, wo er jedoch nicht herausragen konnte. 
Im März 2014 gelang ihm beim Asia Cup ein Fifty über 90* Runs gegen Bangladesch und leitete damit den ersten Sieg Afghanistans gegen eine Test-Nation ein. Darauf folgte der ICC World Twenty20 2014, bei dem er gegen Nepal 49 Runs erzielte. Beim Cricket World Cup 2015 konnte er mit 54 Runs ein Fifty gegen Sri Lanka erzielen. Nachdem Mohammad Nabi nach dem Turnier als Kapitän zurückgetreten war, folgte ihm Stanikzai auf dieser Position. Im November 2015 gelang ihm ein Fifty über 51 Runs gegen Hongkong. Beim ICC World Twenty20 2016 konnte er im ersten Spiel gegen Schottland ein Fifty über 55* runs erreichen. Damit führte er sein Team in die Super-10-Runde, wo er gegen Sri lanka mit 62 Runs ein weiteres Half-Century erzielte. In der Saison 2016/17 erzielte er zunächst ein Fifty über 57 Runs in Bangladesch, bevor er ein Half-Century über 50 Runs in der ODI-Serie in Simbabwe erreichte. Für letzteres wurde er als Spieler des Spiels ausgezeichnet. Zum Ende der Saison gelang ihm sein erstes Century über 101 Runs aus 90 Bällen gegen Irland. Nach einer Blinddarmentzündung verpasste er den ICC Cricket World Cup Qualifier 2018.

### Namensänderung und Karriereende
Im Sommer 2018 führte er das Team nach der Zuerkennung der Vollmitgliedschaft im ICC zum ersten Test des Teams gegen in Indien. Im August erklärte er seinen Namen in Asghar Afghan geändert zu haben, um die nationale Identität Afghanistans zu ehren. Beim Asia Cup 2018 gelangen ihm gegen Pakistan ein Fifty über 67 Runs. Im März 2019 traf er mit dem Team auf Irland. Dort konnte er zunächst drei Fifties (75, 54 und 82* Runs) in den ODIs erzielen, bevor ihm ein weiteres (67 Runs) im Test gelang. Beim Cricket World Cup 2019 war seine beste Leistung 44 Runs gegen Gastgeber England. Nachdem Afghanistan bei dem Turnier alle Spiele verloren hatte, wurde er als Kapitän durch Rashid Khan ersetzt. Im September folgten beim Test in Bangladesch zwei Fifties (92 und 50 Runs) und half damit beim ersten Test-Sieg für das Team. Gegen die West Indies im November erzielte er dann in den ODIs ein weiteres Fifty über 86 Runs. Im Dezember wurde er dann wieder zum Kapitän befördert. Im März 2021 spielte er mit dem Team eine Tour gegen Simbabwe. Dabei gelang ihm im zweiten test ein Century über 164 runs aus 257 Bällen. Auch konnte er in der ODI-Serie ein weiteres Fifty über 55 Runs erreichen. Im Mai wurde er dann endgültig von der Kapitänsrolle enthoben. Beim ICC Men’s T20 World Cup 2021 wurde er noch einmal in den Kader aufgenommen, jedoch erklärte er vor dem Spiel des Teams gegen Namibia, dass er nach der Partie von allen Formen des Crickets zurücktreten wolle. Dieser wurde nach eigenen Angaben durch die kurz davor für ihn schmerzhafte Niederlage gegen Pakistan ausgelöst.